# Jolanta Nowak-Węklarowa
Jolanta Nowak-Węklarowa (ur. 9 grudnia 1940, zm. 12 stycznia 2016) – polska poetka, dziennikarka, pedagog, regionalistka i polityk samorządowa. Współzałożycielka Głosu Wągrowieckiego.

## Życiorys
Dorastała w okolicach Czarnkowa. Ukończyła polonistykę na Uniwersytecie im. Adama Mickiewicza, a potem nauczała w liceach w Czarnkowie i Wągrowcu. W tym drugim mieście mieszkała od 1972. Ukończyła Studium Podyplomowe Dziennikarstwa na wydziale Prawa UAM.
W 1970 zadebiutowała jako poetka tomem Moje ręce. Łącznie wydała 23 tomy poetyckie. W 1991 opublikowała zbiór opowiadań Buntownice. W grudniu 2020 ukazał się pośmiertnie tom jej niepublikowanych wcześniej poezji Mówię o sobie ciszą. Jej wiersze przetłumaczono łącznie na 19 języków. W 1988 roku dzięki jej wsparciu, Pilski Informator Kulturalny zaczął publikować wiersze młodych poetów.
Była radną Rady Miejskiej w Wągrowcu (1998–2010) i przewodniczącą Komisji Społecznej Rady Miejskiej tamże (1998–2002).
Pochowana została na cmentarzu komunalnym w Wągrowcu.

## Odznaczenie
Odznaczona została m.in. Złotym Krzyżem Zasługi i złotymi odznakami honorowymi za wkład w rozwój kultury województw: pilskiego, poznańskiego i leszczyńskiego. W 2002 odznaczona była Krzyżem Kawalerskim Orderu Odrodzenia Polski za upowszechnianie kultury, pracę dziennikarską i działalność społeczną. W 2014 roku wręczono jej Nagrodę Pracy Organicznej im. Marii Konopnickiej.

## Tomy poetyckie
Wybrane tomy poetyckie:
- Wstępuję w jesień,
- W twarzy obrazów,
- Obdarzeni niebem i ziemią,
- Lekcja z Hamleta,
- Przytul mnie Europo,
- Stroję się w sentymenty,
- Między bliznami rzek,
- Utracone raje,
- W słowach i milczeniu,
- Drzwi do człowieka[2].